# Bartramia hampei
Bartramia hampei là một loài rêu trong họ Bartramiaceae. Loài này được Mitt. Catches. mô tả khoa học đầu tiên năm 1980.